# Richard Herring
Richard Keith Herring (Pocklington, 12 luglio 1967) è un comico e sceneggiatore britannico.
Ha iniziato la sua carriera con il duo comico "Lee and Harring", formato da lui e da Stewart Lee. È definito dalla British Theatre Guide come «uno dei principali maestri nascosti della moderna comicità britannica». Ha sceneggiato diverse serie televisive e si è esibito in vari spettacoli comici dal vivo da lui scritti, tra cui l'acclamato Talking Cock, che è stato pubblicato anche come libro. Ha collaborato con Andrew Collins, inizialmente nel programma radiofonico Banter, in seguito nello show di Collins trasmesso da BBC Radio 6 Music e nel podcast Collings and Herrin.
Durante gli anni 2000, Herring si è esibito quasi ogni anno in nuovi spettacoli di stand-up comedy. Il suo spettacolo del 2010, intitolato Christ on a Bike: The Second Coming, è stato particolarmente apprezzato dalla critica, ed è stato oggetto di proteste da parte dei cristiani di Glasgow e Lowestoft.

## Filmografia

### Sceneggiatore
- Spitting Image – serie TV (1984)
- Up to Something! – serie TV (1990)
- Fist of Fun – serie TV, 12 episodi (1995-1996)
- This Morning with Richard Not Judy – serie TV, 18 episodi (1998-1999)
- Time Gentlemen Please – serie TV, 37 episodi (2000-2002)
- You Can Choose Your Friends, regia di Delyth Thomas – film TV (2007)

### Attore
- Time Gentlemen Please – serie TV, 10 episodi (2000-2001)
- Servants – serie TV (2003)
- You Can Choose Your Friends, regia di Delyth Thomas – film TV (2007)
- Peacock Season, regia di Alan Freestone e Fergus March (2009)

## Programmi sceneggiati

### Programmi televisivi
- Heads Up with Richard Herring – talk show, 10 puntate (2005-2006)
- Batteries Not Included – documentario, 6 puntate (2008)

### Programmi radiofonici
- On the Hour (1991-1992)

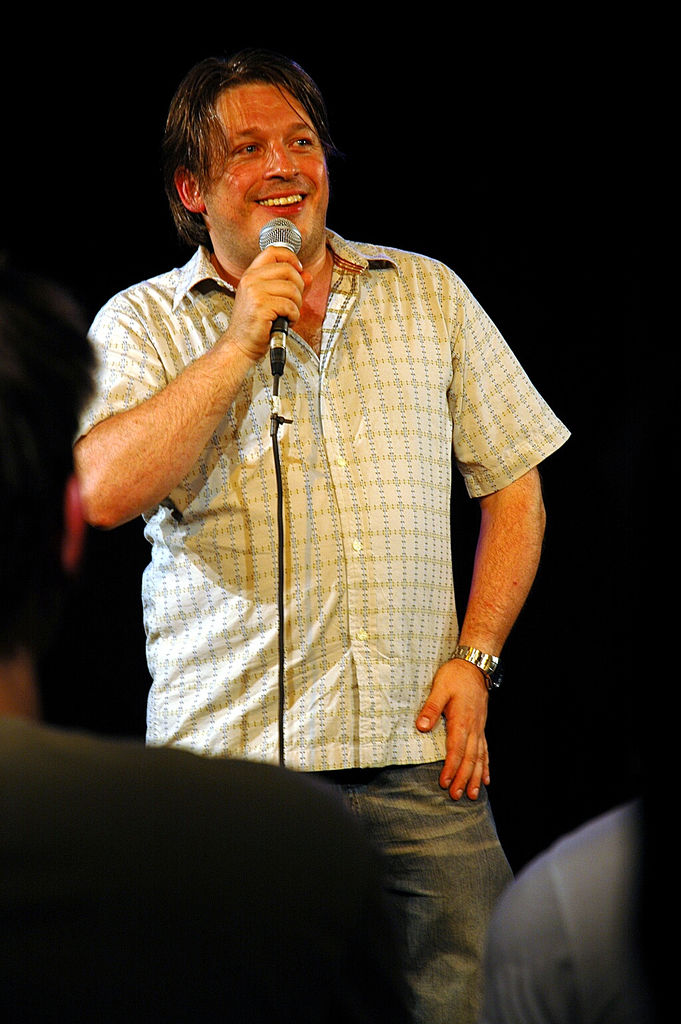
Herring durante lo spettacolo Someone Likes Yoghurt al Pleasance Theatre di Edimburgo, nel 2005

- Lionel Nimrod's Inexplicable World (1992-1993)
- Fist of Fun (1993)
- Lee and Herring (1994-1995)
- That Was Then, This Is Now (2004-2008)
- Banter (2005-2008)
- Collins and Herring (2010-2011)
- Richard Herring's Objective (2010-2011)

## Spettacoli comici
- Richard Herring Is Fat (1994)[8]
- Richard Herring Is All Man (1995)[8]
- Christ on a Bike (2001)[9]
- Talking Cock (2002)[9]
- The 12 Tasks of Hercules Terrace (2004)[10]
- Someone Likes Yoghurt (2005)[10]
- Ménage à un (2006)[11]
- Oh Fuck, I'm 40! (2007)[11]
- The Headmaster's Son (2008)[11]
- Hitler Moustache (2009)[11]
- Christ on a Bike: The Second Coming (2010)[11]
- What Is Love, Anyway? (2011)[12]
- Talking Cock: The Second Coming (2012)[12]